# Jedousov

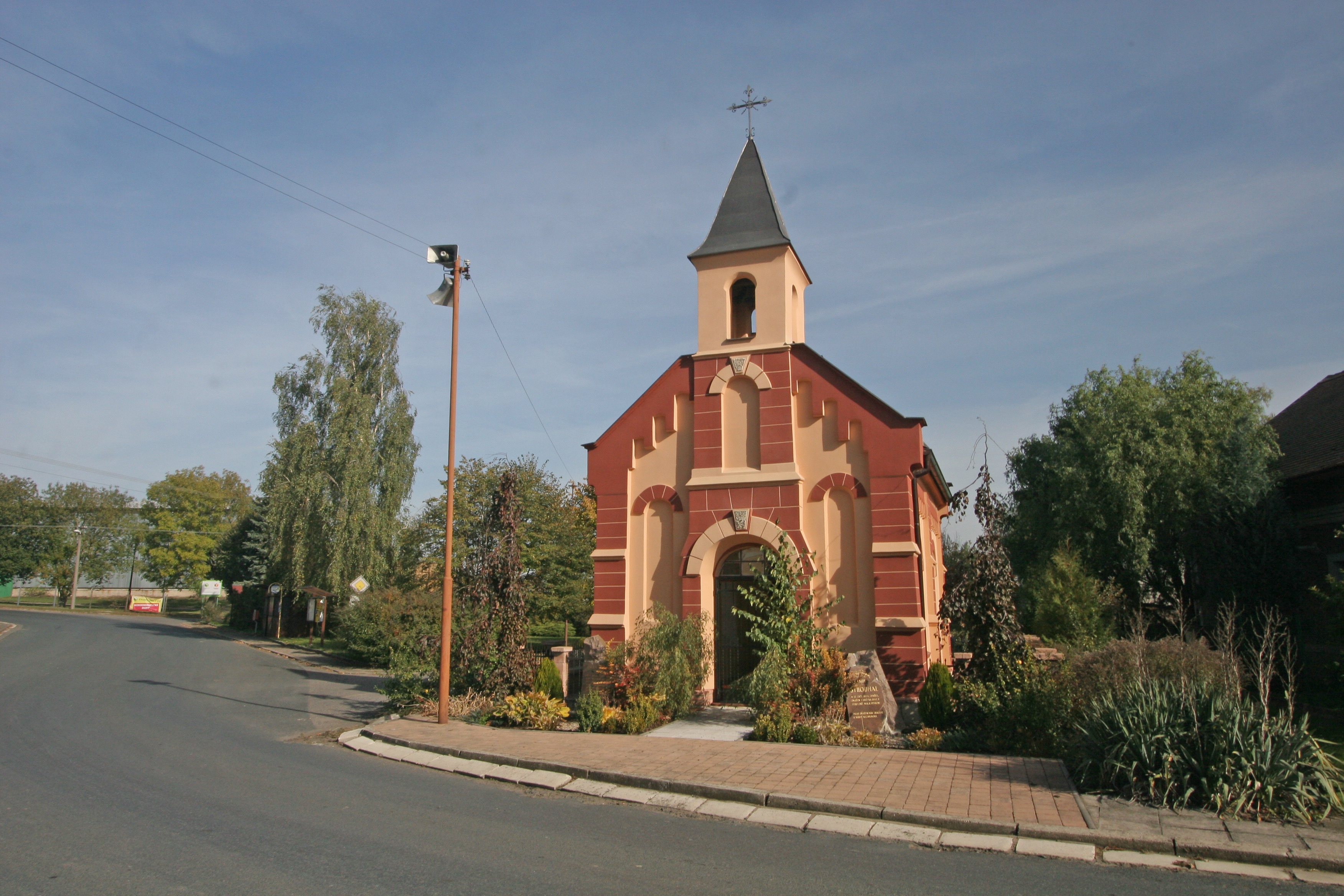
Kapelle der Jungfrau Maria

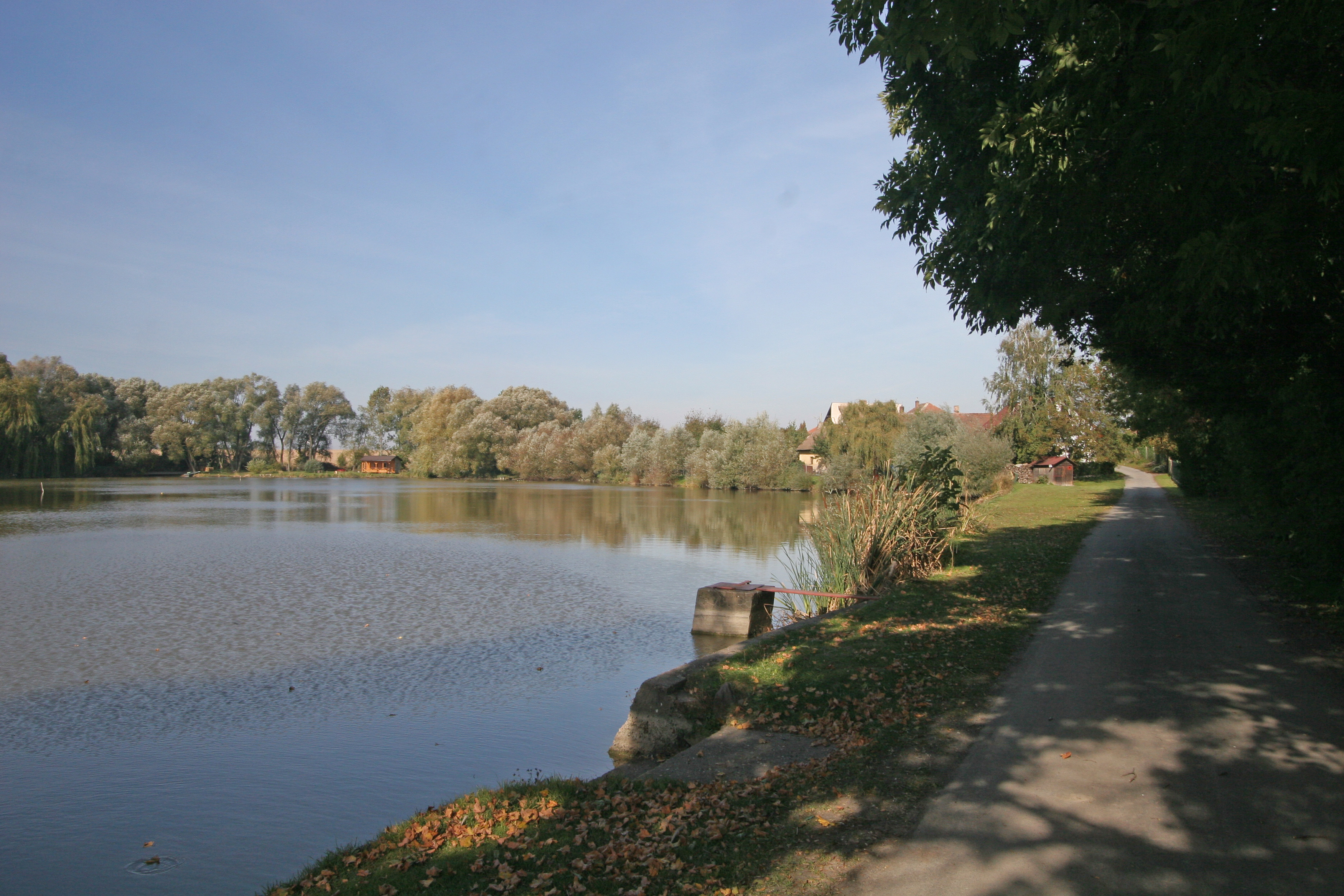
Jedousovský rybník

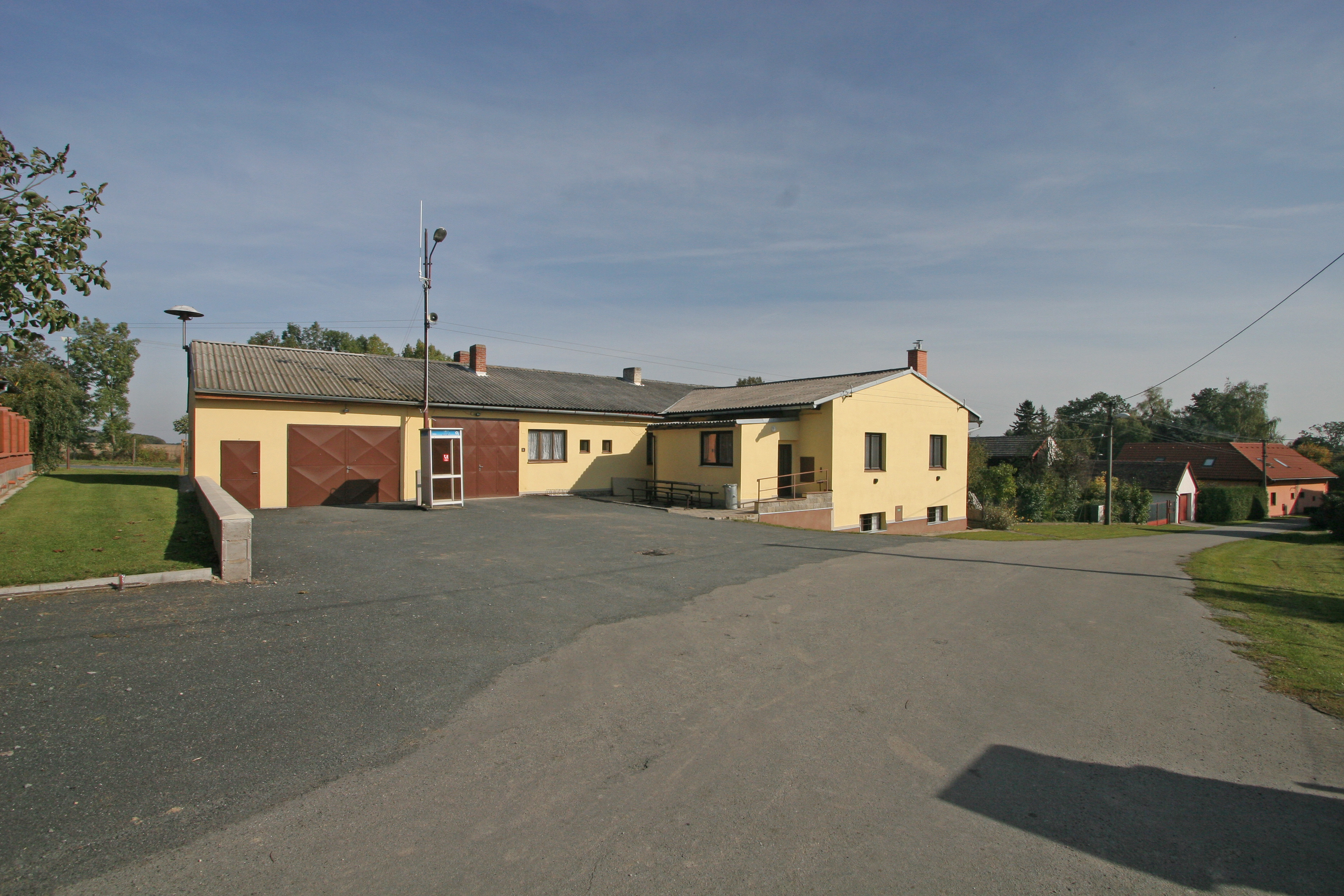
Spritzenhaus und Gemeindeamt

Jedousov (deutsch Jedausow) ist eine Gemeinde in Tschechien. Sie liegt sechs Kilometer südöstlich von Přelouč und gehört zum Okres Pardubice.

## Geographie
Jedousov befindet sich in den nördlichen Ausläufern des Eisengebirges (Železné hory) am Oberlauf des Baches Veselský potok, der am südwestlichen Ortsrand im Teich Jedousovský rybník entspringt. Nördlich erhebt sich die Horka (256 m n.m.), im Osten der U Křížku (260 m n.m.).
Nachbarorte sind Klenovka, Valy und Veselí im Norden, Kokešov und Bezděkov im Nordosten, Luhy und Barchov im Osten, Choltice im Südosten, Chrtníky im Süden, Ledec und Velký Ovčín im Südwesten, Podhorky, Tupesy und Podvrdy im Westen sowie Loděnice, Mokošín und Horecký Dvůr im Nordwesten.

## Geschichte
Die erste schriftliche Erwähnung von Dědúsov erfolgte 1545. Dědúsov war ursprünglich ein Rittersitz. In der Mitte des 16. Jahrhunderts erwarben die Ritter Jeník Zásadský von Gamsendorf das Gut und vereinigten es mit Štěpánov. Nach der Schlacht am Weißen Berg wurde das Adam Předborský gehörige Gut Štěpánov konfisziert und an Christoph Simon von Thun verkauft, der es seiner Herrschaft Choltitz zuschlug.
Im Jahre 1835 bestand das im Chrudimer Kreis gelegene Dorf Jedausow bzw. Gedausow aus 32 Häusern, in denen 217 Personen, darunter eine protestantische Familie, lebten. Haupterwerbsquelle war die Landwirtschaft. Im Ort gab es ein Wirtshaus; abseits lag eine große Schäferei (Horecký Dvůr). Pfarrort war Swintschan. Bis zur Mitte des 19. Jahrhunderts blieb Jedausow der Fideikommissherrschaft Choltitz untertänig.
Nach der Aufhebung der Patrimonialherrschaften bildete Jedousov ab 1849 einen Ortsteil der Gemeinde Choltice im Gerichtsbezirk Přelauč. Ab 1868 gehörte das Dorf zum Bezirk Pardubitz. Der langjährige Bürgermeister Václav Morávek ließ 1890 die Kapelle errichten und initiierte im Jahre 1900 die Gründung einer Freiwilligen Feuerwehr.
Jedousov löste sich 1902 von Choltice los und bildete mit den Ortsteilen Horecký Dvůr und Loděnice eine eigene Gemeinde. Nach dem Ersten Weltkrieg lebten in Jedousov ca. 400 Personen. 1949 wurde die Gemeinde dem Okres Přelouč zugeordnet. Dieser wurde im Zuge der Gebietsreform von 1960 aufgehoben, seitdem gehört Jedousov zum Okres Pardubice.

## Gemeindegliederung
Die Gemeinde Jedousov besteht aus den Ortsteilen Jedousov (Jedausow) und Loděnice (Lodenitz). Zu Jedousov gehört außerdem die Einschicht Horecký Dvůr (Horetzky).

## Sehenswürdigkeiten
- Kapelle der Jungfrau Maria, erbaut 1890 unter Bürgermeister Václav Morávek
- Gedenkstein für Gefallenen beider Weltkriege, Kulturdenkmal